# Aki Sirkesalo
Aki Pekka Antero Sirkesalo, född 25 juli 1962 i Toijala (numera tillhörande Ackas) i Finland, död 26 december 2004 (drunkning) i Khao Lak i Thailand, var en finsk sångare och programledare.
Sirkesalo började sin karriär år 1984 som radiovärd hos den finländska rundradions (YLE) program Rockradio. År 1986 bildade han bandet Giddyups, som följdes av den framgångsrika a cappella-gruppen Veeti and the Velvets. Han släppte sitt första soloalbum Mielenrauhaa ("sinnesro") år 1995, och gjorde sedan ytterligare fyra soloalbum, av vilka det senaste släpptes efter hans död i februari 2005. Sirkesalo sålde över 100 000 album vilket är ett anmärkningsvärt stort antal på den lilla marknaden som Finland utgör. Han var även värd för flera musikprogram i finsk TV.
Sirkesalo och hustrun Johanna, 38 år, sonen Sampo, 8 år, och dottern Saana, 4 år, dog i tsunamikatastrofen 2004 under semester i Khao Lak. De är begravda i Toijala.

## Diskografi
- Mielenrauhaa (1995)
- Aika (1996)
- Kissanelämää (1998)
- Enkeleitä onko heitä (2001)
- Halutuimmat (2002, samlingsalbum)
- Sanasta miestä (2005, post-mortem)